# Karwatynia
Karwatynia – część wsi Będargowo w Polsce, położona w województwie pomorskim, w powiecie wejherowskim, w gminie Szemud. Wchodzi w skład sołectwa Będargowo.
W latach 1975–1998 Karwatynia administracyjnie należała do województwa gdańskiego.